# Linka 10 (metro v Paříži)

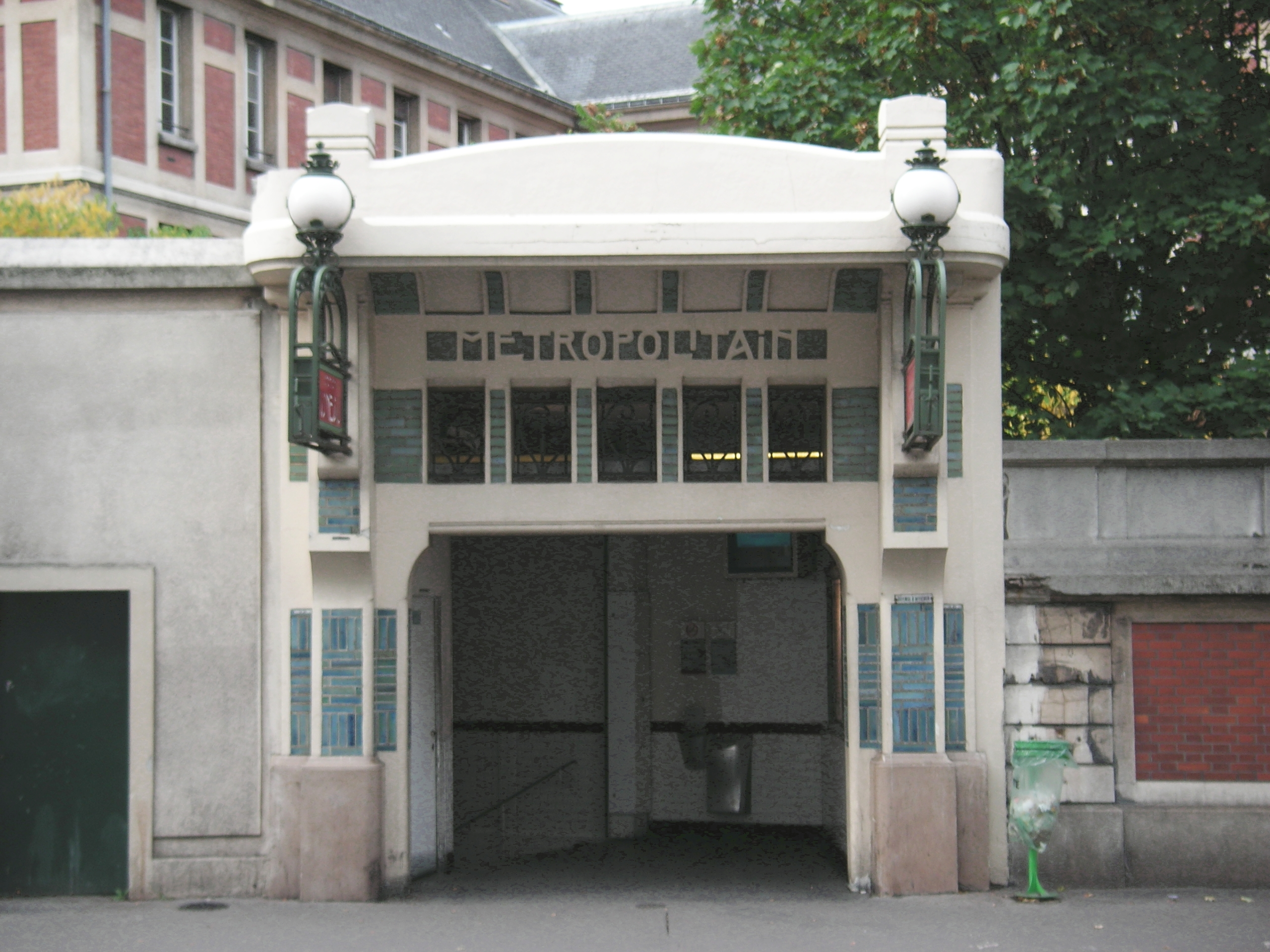
Vstup do stanice Vaneau

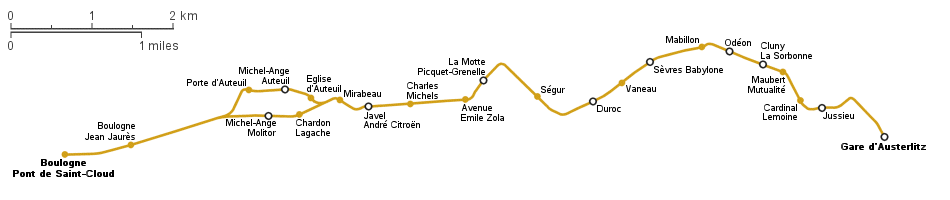
Geograficky přesná mapa dráhy

Linka 10 je jedna z linek pařížského metra a v systému MHD je značena světle hnědou barvou. Prochází jižní částí města horizontálním směrem ze stanice Boulogne – Pont de Saint-Cloud na jihozápadním předměstí Paříže ve městě Boulogne-Billancourt do stanice Gare d'Austerlitz v jihovýchodní části Paříže. Linka je dlouhá 11,7 km, má 23 stanic a ročně přepraví 41,5 miliónů cestujících (2004). Zvláštností linky je jednosměrně vedený provoz na západním konci linky v úseku Boulogne – Jean Jaurès ↔ Javel – André Citroën.

## Historie
První úsek linky 10 byl otevřen 30. prosince 1923 mezi stanicemi Invalides a Croix-Rouge (ta byla později uzavřena). Dnes je většina tohoto úseku součástí linky 13. Dne 10. března 1925 došlo k prodloužení na východ od Croix Rouge o jednu stanici Mabillon a další úseky tímto směrem následovaly 14. února 1926 po Odéon, 15. února 1930 po Place d'Italie a 7. března 1930 po Porte de Choisy.
26. dubna 1931 byl ovšem úsek mezi Place Monge a Porte de Choisy připojen k lince 7, která byla propojena se severní částí tunelem pod Seinou. Linka 10 byla též zároveň propojena do stanice Jussieu.
27. července 1937 došlo k dalšímu přesunu tras mezi linkami. Úsek na lince 10 Duroc ↔ Invalides vedoucí na sever byl připojen k tehdejší lince 14, která zanikla v roce 1976 sloučením s linkou 13. Ze stanice Duroc byl na lince 10 nově otevřen úsek západním směrem do stanice La Motte-Picquet a linka odtud dále pokračovala po starší trase La Motte-Picquet ↔ Porte d'Auteuil, která do té doby byla součástí linky 8.

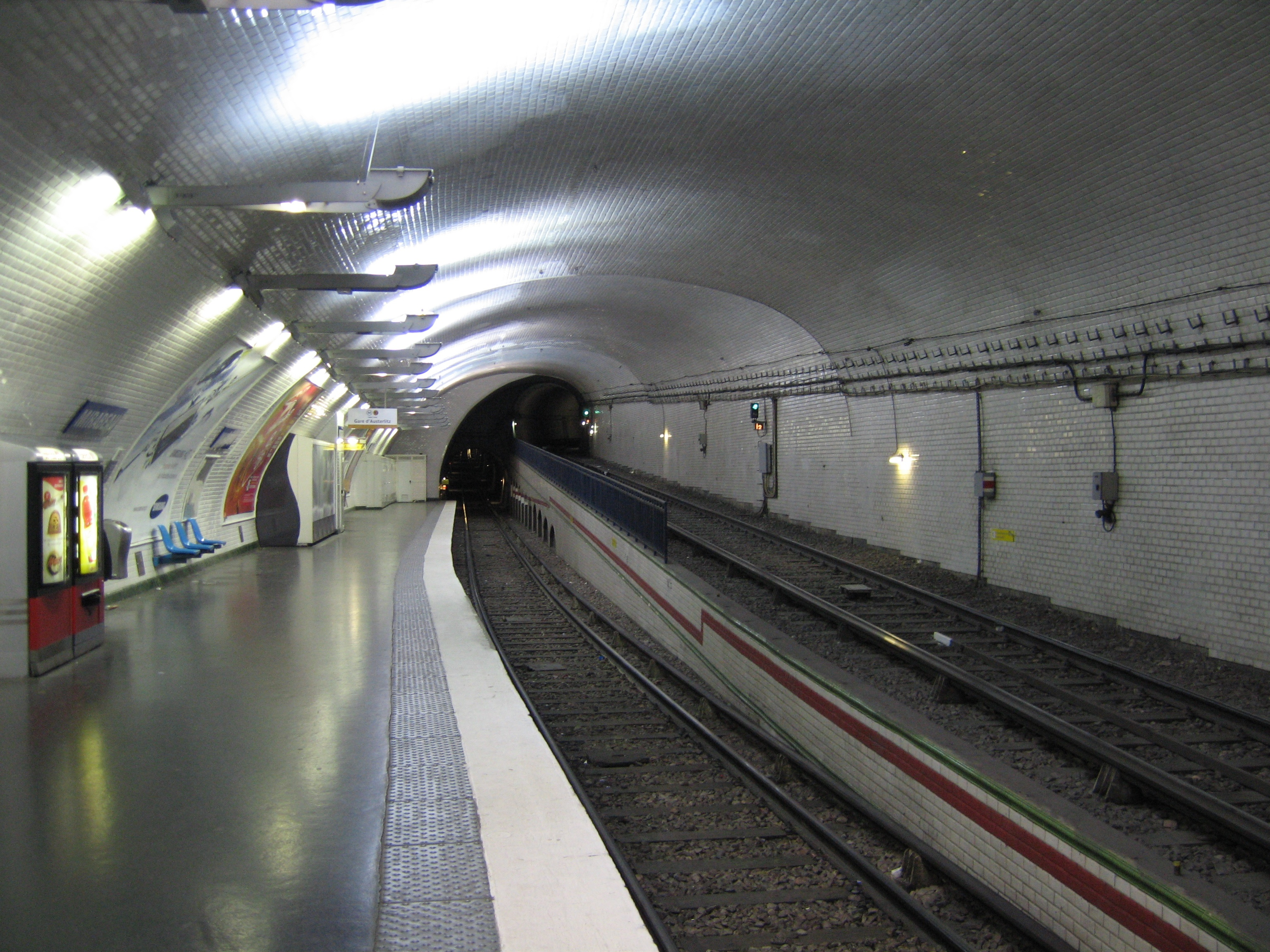
Nástupiště ve stanici Mirabeau: přední kolej slouží k nástupu cestujících, po zadní koleji vlak projíždí do další stanice

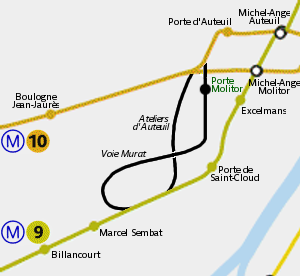
Schéma umístění stanice Porte Melitor a neveřejné koleje

Trať od stanice metra La Motte-Picquet až k tunelu pod Seinou je stavěna běžným způsobem. Za řekou však byla trať z technických důvodů postavena netradičně. První pozoruhodnou stanicí je Mirabeau na pravém břehu řeky. Od východu sem vedou koleje, které leží ve větší hloubce než obvykle, neboť podcházejí tunelem pod Seinou. V místě stanice měl stát kruhový objezd, a proto byla stanice rozdělena na dvě části - Église d'Auteuil pro západní směr a Mirabeau pro východní. Zdejší kostel měl však nestabilní základy, a proto bylo nutné zvýšit polohu stanice. Tím ovšem vznikl velký výškový rozdíl, které musel vlak z tunelu pod Seinou do nedaleké stanice překonat. Proto nájezdová rampa začíná ihned po opuštění tunelu a pokračuje přes stanici Mirabeau, kterou vlak v tomto směru jen projíždí do stanice Église d'Auteuil. Odtud pokračoval přes další stanice do tehdejší konečné Porte d'Auteuil a vracel se opět do Mirabeau z opačné strany.
Ve stanici Porte d'Auteuil se počítalo s pozdějším napojením do stanice Porte Molitor a přes ní propojením s linkou 9. Tato větev měla sloužit především při dopravě na nedaleký stadion Parc des Princes. Vzhledem k očekávané silné dopravě byla stanice Porte d'Auteuil postavena velmi velkoryse – s pěti kolejemi a třemi nástupišti. Projekt byl sice stavebně realizován, ale stanice Porte Melitor nebyla nikdy pro veřejnost otevřena a spojení nebylo uvedeno do provozu.
Kromě toho se ve stanici Porte d'Auteuil nachází podzemní depo, které slouží i pro linku 9 díky spojení touto pro veřejnost nepřístupnou tratí.
12. července 1939 byla linka prodloužena na východ ze stanice Jussieu do Gare d'Austerlitz (tehdy pod názvem Gare d'Orléans-Austerlitz).
2. září 1939 byly, tak jako i mnohé jiné stanice, uzavřeny z důvodu vypuknutí války a mobilizace zaměstnanců stanice Croix-Rouge a Cluny – La Sorbonne. Po válce již zůstaly zavřené. Stanice Cluny – La Sorbonne byla znovu otevřená až 15. prosince 1988, aby se umožnil přestup cestujících z linky 10 na linku RER B, pro kterou byla 17. února otevřena stanice Saint-Michel – Notre-Dame a linku RER C, která byla v provozu od roku 1979.
Na počátku 80. let byla linka prodloužena ještě západním směrem za hranice Paříže. 3. října 1980 od Porte d'Auteuil po Boulogne – Jean Jaurès a 2. října 1981 do stanice Boulogne – Pont de Saint-Cloud.

## Další rozvoj
Prodloužení linky z Gare d'Austerlitz má sice podporu městské rady, ovšem nebylo zahrnuto do plánů na rozvoj metra do roku 2030. Linka by mohla pokračovat jižním směrem přes současné stanice Chevaleret na lince 6 a Bibliothèque François Mitterrand na lince 14 za hranice Paříže do sousedního města Ivry-sur-Seine.

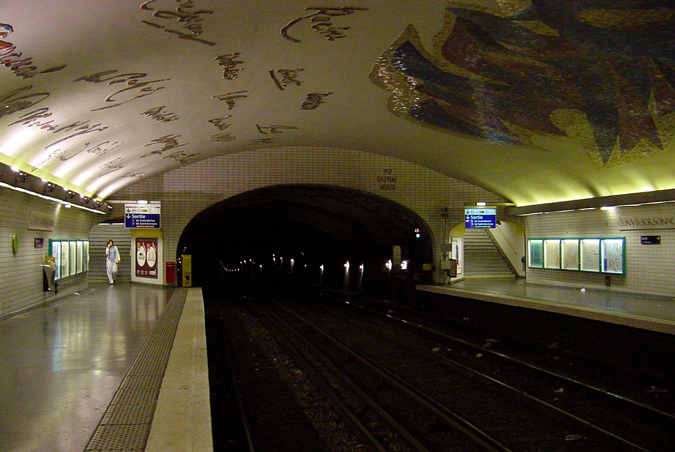
Nástupiště stanice Cluny - La Sorbonne

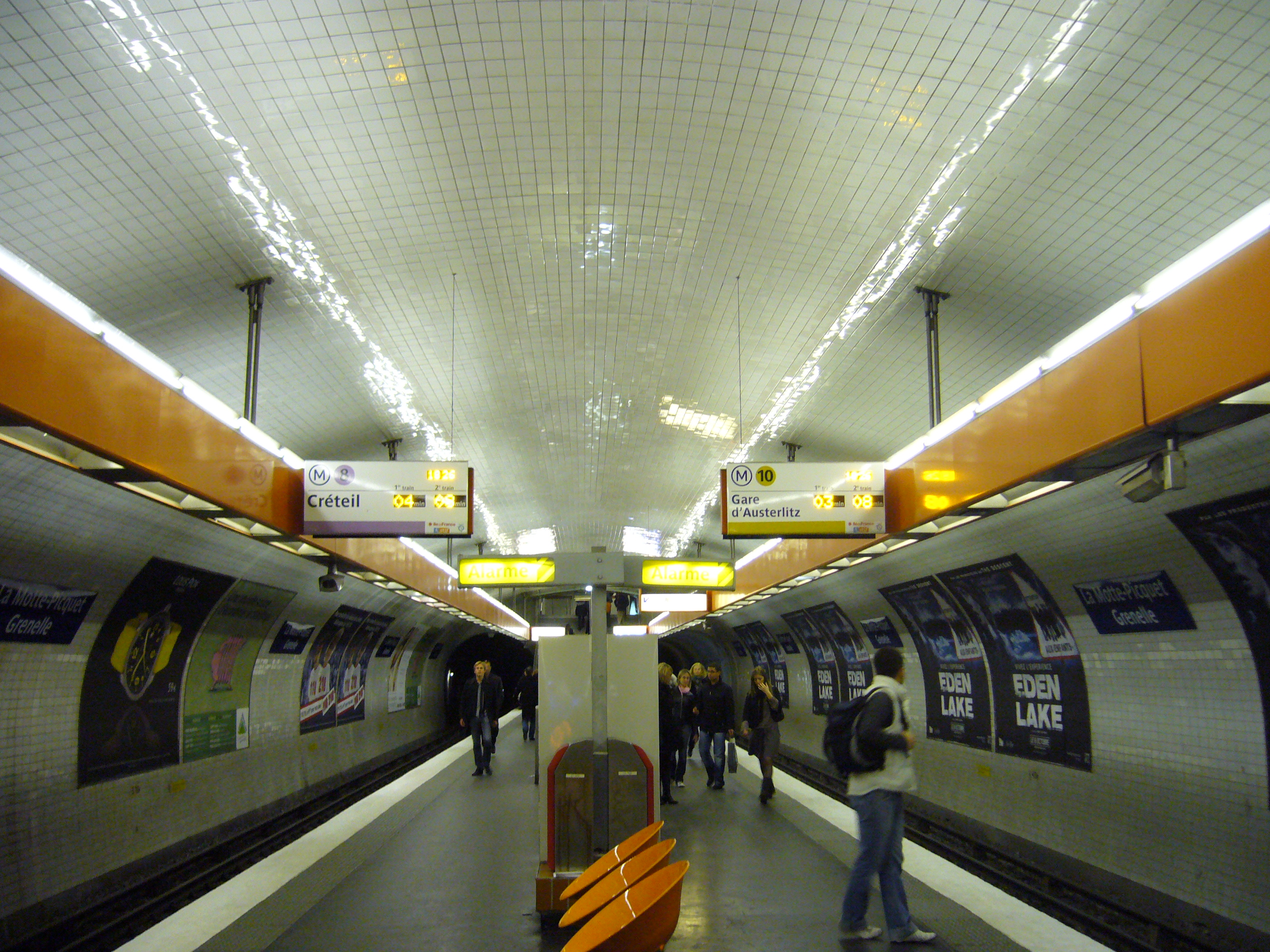
Nástupiště stanice La Motte-Piquet - Grenelle

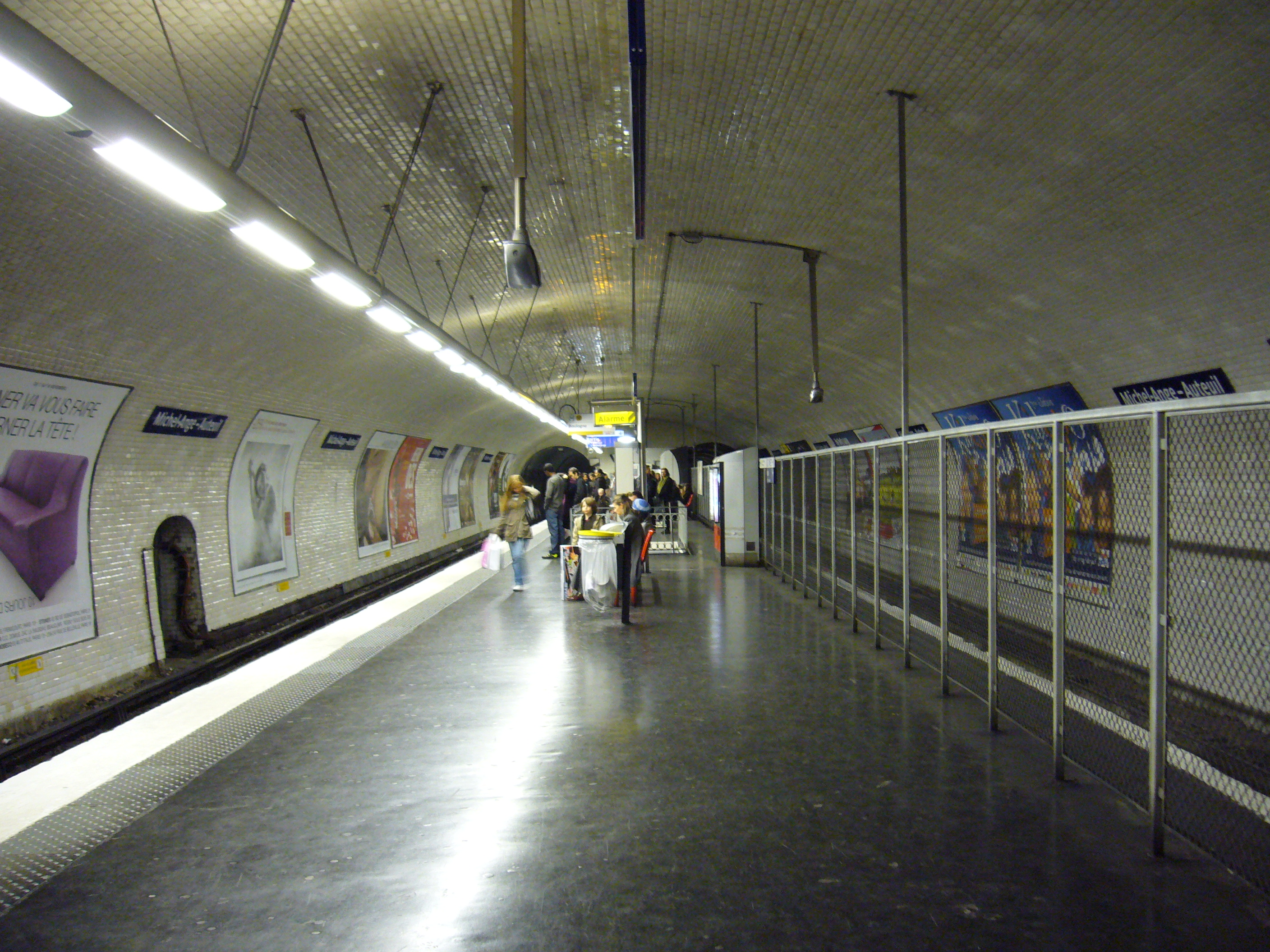
Nástupiště stanice Michel Ange - Auteil

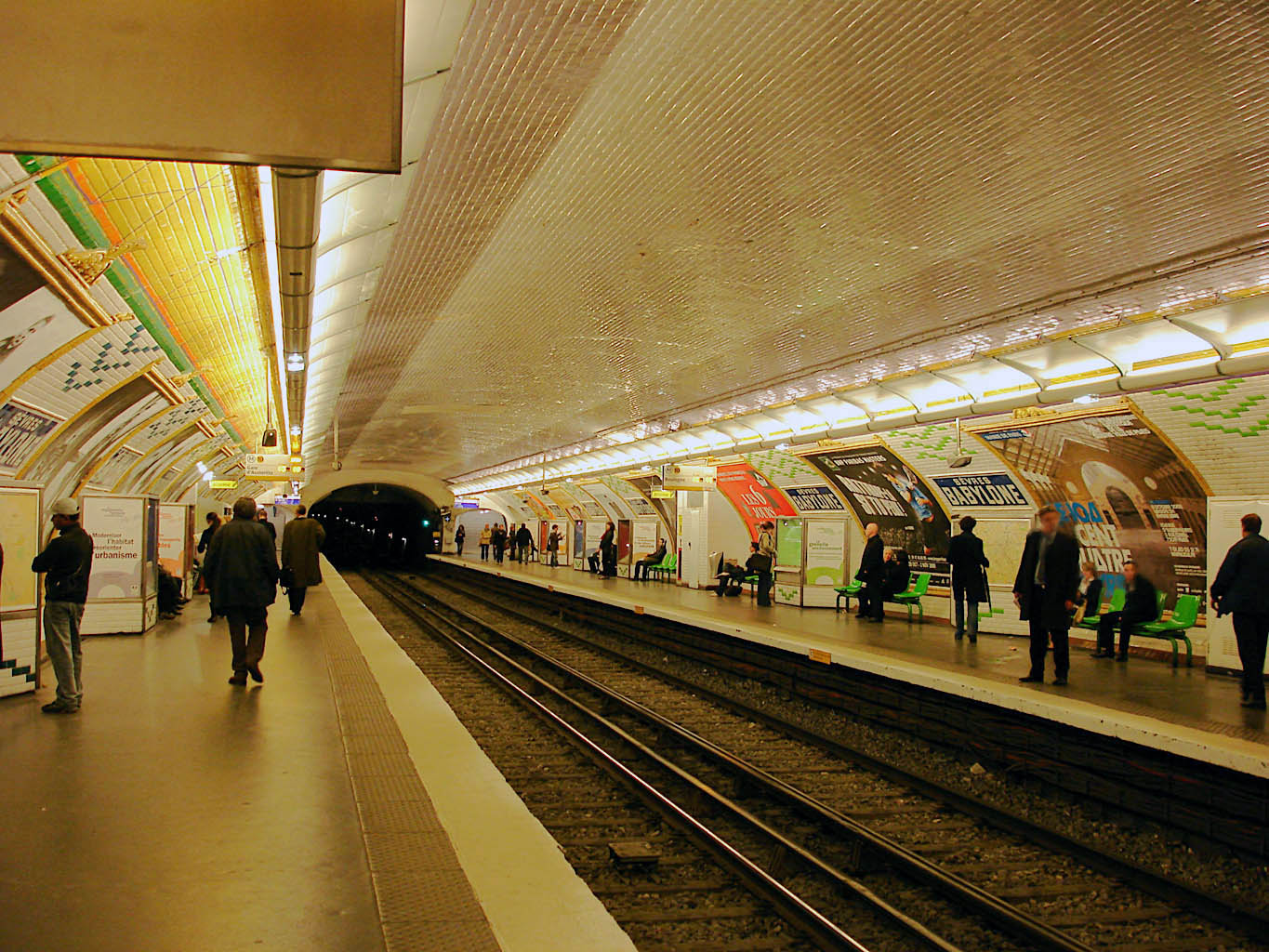
Nástupiště stanice Sèvres - Babylone

## Seznam stanic

Plán linky 10

| Linka 10                                               | Linka 10 |
| stanice                                                | přestupy |
| ------------------------------------------------------ | -------- |
| Boulogne – Pont de Saint-Cloud                         |          |
| Boulogne – Jean Jaurès                                 |          |
| Porte d'Auteuil → Boulogne - Pont de Saint-Cloud       |          |
| Michel-Ange – Molitor → Gare d'Austerlitz              |          |
| Michel-Ange – Auteuil → Boulogne - Pont de Saint-Cloud |          |
| Chardon-Lagache → Gare d'Austerlitz                    |          |
| Église d'Auteuil → Boulogne - Pont de Saint-Cloud      |          |
| Mirabeau → Gare d'Austerlitz                           |          |
| Javel – André Citroën                                  |          |
| Charles Michels                                        |          |
| Avenue Émile Zola                                      |          |
| La Motte-Picquet – Grenelle                            |          |
| Ségur                                                  |          |
| Duroc                                                  |          |
| Vaneau                                                 |          |
| Sèvres – Babylone                                      |          |
| Croix-Rouge (uzavřena 1939)                            |          |
| Mabillon                                               |          |
| Odéon                                                  |          |
| Cluny – La Sorbonne                                    |          |
| Maubert – Mutualité                                    |          |
| Cardinal Lemoine                                       |          |
| Jussieu                                                |          |
| Gare d'Austerlitz                                      | Vlak     |